# Melodias do Sertão - Ao Vivo
Melodias do Sertão - Ao Vivo é o primeiro álbum ao vivo da cantora Bruna Viola, lançado em 8 de julho de 2016 pela Universal Music. O projeto foi gravado no dia 2 de março de 2016 em show realizado no Villa Country na cidade de São Paulo. O projeto foi produzido por Paul Ralphes mesmo produtor do disco de estreia Sem Fronteiras (2015) e possui direção de vídeo de Marcelo Amiky. Mauro Ferreira escreveu sobre as mulheres que vem se ampliando no universo sertanejo, que antes era mais dominado por homens, e destacou o trabalho fonográfico de Bruna.
Venceu o Grammy Latino de 2017 de Melhor Álbum de Raizes Brasileiras.

## Lista de faixas
| N.º            | Título                                                      | Compositor(es)                                           | Duração  |  |
| 1.             | "Flor Matogrossense"                                        | Adriano Esteves                                          | 2:46     |  |
| 2.             | "Paixão pra Mais de Mês"                                    | Nildo Aquino Vanuir                                      | 2:42     |  |
| 3.             | "Se Você Voltar" (Part. César Menotti & Fabiano)            | César Menotti Fátima Leão                                | 3:12     |  |
| 4.             | "Detalhes"                                                  | Gabriel Anjos                                            | 2:22     |  |
| 5.             | "Você Não Sabe (Quero Ver)"                                 | Silmara Nogueira Pedro Vianna Lucas Santos               | 3:22     |  |
| 6.             | "Melodias do Sertão"                                        | Fernanda Calazans                                        | 3:09     |  |
| 7.             | "Sistema da Bruta"                                          | Kátia Cerezer Jéssica Santos Jennifer Santos João Santos | 2:15     |  |
| 8.             | "Viola Divina"                                              | Lourival dos Santos Tião Carreiro                        | 2:29     |  |
| 9.             | "No Ponteio da Viola"                                       | Mayck Meira Ze Gauchinho                                 | 3:10     |  |
| 10.            | "Sem Você Fico Sem Mim"                                     | Mayck Meira Lyan di Meira                                | 2:19     |  |
| 11.            | "Tô Fazendo Falta"                                          | Alvaro Socci Claudio da Matta Lucca Ferreira             | 2:56     |  |
| 12.            | "Espero Mais"                                               | Liah Soares                                              | 3:01     |  |
| 13.            | "Esse Lugar"                                                | Calazans                                                 | 2:32     |  |
| 14.            | "Moda da Pinga (Marvada Pinga) / Incidental: Brasileirinho" | Laureano / Waldir Azevedo                                | 3:07     |  |
| Duração total: | Duração total:                                              | Duração total:                                           | 00:39:29 |  |

| DVD |                                                             |         |  |
| N.º | Título                                                      | Duração |  |
| 1.  | "No Ponteio da Viola"                                       |         |  |
| 2.  | "Pagode do Tiquim"                                          |         |  |
| 3.  | "Medley: Pagode em Brasília / Moradia / Chora Viola"        |         |  |
| 4.  | "Sistema da Bruta"                                          |         |  |
| 5.  | "Melodias do Sertão"                                        |         |  |
| 6.  | "Sem Você Fico Sem Mim"                                     |         |  |
| 7.  | "Você Não Sabe (Quero Ver)"                                 |         |  |
| 8.  | "Tô Fazendo Falta"                                          |         |  |
| 9.  | "Moda da Pinga (Marvada Pinga) / Incidental: Brasileirinho" |         |  |
| 10. | "Medley: Caminheiro / A Vaca Já Foi Pro Brejo"              |         |  |
| 11. | "Paixão Pra Mais de Mês"                                    |         |  |
| 12. | "Viola Divina"                                              |         |  |
| 13. | "Luzeiro"                                                   |         |  |
| 14. | "Se Você Voltar" (Part. César Menotti & Fabiano)            |         |  |
| 15. | "Esse Lugar"                                                |         |  |
| 16. | "Espero Mais"                                               |         |  |
| 17. | "Detalhes"                                                  |         |  |
| 18. | "Brincando Com a Viola"                                     |         |  |
| 19. | "Flor Matogrossense"                                        |         |  |